# Leandro Luis Desábato
Leonardo Luis Desábato (Santa Fe, 30 marzo 1990) è un calciatore argentino, centrocampista dell'All Boys.

## Caratteristiche tecniche
È un centrocampista centrale con compiti difensivi.

## Palmarès

### Club
- Campionato argentino: 3

Vélez Sarsfield: 2011 Clausura, 2012 Inicial, Superfinal
- Supercopa Argentina: 1

Vélez Sarsfield: 2013